# Helm Stores and Apartments
Helm Stores and Apartments  es un edificio histórico ubicado en Opa-locka, Florida.  Helm Stores and Apartments se encuentra inscrito  en el Registro Nacional de Lugares Históricos desde el 17 de agosto de 1987.  

## Ubicación
Helm Stores and Apartments se encuentra dentro del condado de Miami-Dade en las coordenadas 25°54′18″N 80°14′53″O / 25.905, -80.248056.